# Carlos Tévez
Carlos Alberto Tévez (* 5. Februar 1984 in Ciudadela, Tres de Febrero) ist ein ehemaliger argentinischer Fußballspieler. Er stand zuletzt Januar 2018 bis Anfang Juli 2021 bei den Boca Juniors unter Vertrag und kam als Mittelstürmer und hängende Spitze zum Einsatz. Tévez wurde dreimal Südamerikas Fußballer des Jahres (2003, 2004, 2005). Er ist bisher der einzige Fußballspieler, der sowohl Meister als auch Fußballer des Jahres in Brasilien (Corinthians São Paulo), Argentinien (Boca Juniors) und Italien (Juventus Turin) geworden ist. Auch ist er in England Meister geworden, zweimal mit Manchester United und einmal mit Manchester City. Tévez gewann u. a. sowohl in Südamerika die Copa Libertadores (2003) als auch in Europa die Champions League (2007/08). Die Goldmedaille erhielt er beim olympischen Fußballturnier der Olympischen Sommerspiele 2004.
Seit 2022 ist Tévez auch als Trainer tätig. Momentan leitet er den argentinischen Verein CA Independiente.

## Kindheit
Tévez wuchs in der bescheidenen Nachbarschaft der Hochhaussiedlung Ejército de Los Andes im Ballungsraum Buenos Aires auf, die im Volksmund als „Fuerte Apache“ (Festung Apache) bezeichnet wird und ihm den Beinamen Apache eintrug. Im Kindesalter erlitt er bei einem Unfall mit kochendem Wasser Verbrennungen an Hals und Oberkörper.

## Karriere

### Im Verein

#### Anfänge
Mit 13 Jahren begann er, für die Boca Juniors zu spielen, für die er am 21. Oktober 2001 im Alter von 17 Jahren sein Erstligadebüt gegen Club Atlético Talleres aus Córdoba gab. Aufgrund seiner Torgefährlichkeit wurde Carlitos schnell zu einem der beliebtesten Spieler. Er hatte Anteil an den Titeln, die seine Mannschaft in den Jahren 2003 und 2004 gewann: die argentinische Meisterschaft, die Copa Libertadores, den Weltpokal (alle 2003) und die Copa Sudamericana (2004).

#### Corinthians São Paulo
Im Dezember 2004 wechselte er für 20 Millionen US-Dollar nach Brasilien zum Corinthians São Paulo und erhielt dort einen Fünfjahresvertrag im Wert von 10 Millionen Dollar. Dieser Vereinswechsel war der teuerste je getätigte Transfer im südamerikanischen Fußball. Mit den Corinthians wurde Tévez in seiner ersten Saison brasilianischer Meister.

#### West Ham United
Nachdem er sich mit der Clubführung der Corinthians überworfen hatte, wechselte er im August 2006 gemeinsam mit Javier Mascherano zum englischen Club West Ham United. Dieser setzte sich im Transferpoker gegen zahlreiche namhafte Clubs wie den FC Arsenal und den AC Mailand durch.
Nach holprigem Start zu Beginn der Saison setzte er sich im Kalenderjahr 2007 im Kader der Londoner endgültig durch und trug mit seinem 1:0-Siegtreffer gegen Manchester United erheblich zum Klassenerhalt bei. Über diesen musste jedoch noch, aufgrund von Unregelmäßigkeiten bei der Verpflichtung von Tévez und seinem Landsmann Javier Mascherano, am Grünen Tisch entschieden werden. West Ham United hatte sowohl für Tévez als auch für Javier Mascherano keine Ablöse an die Vermarktungsagentur MSI, die die Rechte an den beiden besitzt, bezahlen müssen, sondern lediglich deren Gehalt übernommen. Dieser illegale Verstoß – Dritte dürfen bei Transfers nicht mitkassieren – war von der Premier League im April mit einem Bußgeld in Höhe von 5,5 Millionen Pfund belegt worden.

#### Manchester United
Im Sommer 2007 wechselte der Argentinier zum Ligarivalen Manchester United. Im Gegenzug musste der Stürmer drei Millionen Euro an West Ham United bezahlen. Die „Red Devils“ durften Tévez zunächst für zwei Spielzeiten ausleihen und hatten dann die Option, den Stürmer für 30 Millionen Euro zu kaufen. Er trug die Nummer 32, die Gleiche wie bei West Ham.
Am 15. August 2007 gab „Carlitos“ beim 1:1 gegen den FC Portsmouth sein Debüt und trug mit einer Torvorlage zur zwischenzeitlichen 1:0-Führung bei. Seinen ersten Treffer für Manchester United erzielte er im Premier-League-Spiel gegen den FC Chelsea am 23. September 2007. Im Jahr 2008 konnte er neben der Meisterschaft mit Manchester die Champions League gewinnen. Im Juni 2009 teilte Manchester United mit, dass Tévez den Verein verlassen werde, weil Vertragsverhandlungen scheiterten. Stattdessen werde er für den Stadtrivalen Manchester City auflaufen.

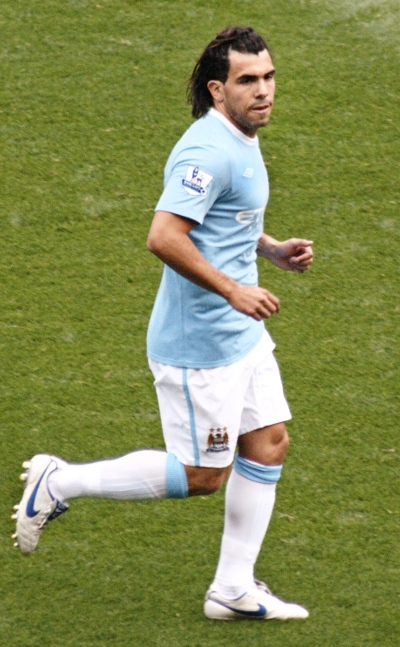
Tévez im Trikot von Manchester City (2009)

#### Manchester City
Zur Saison 2009/10 verpflichtete Manchester City Carlos Tévez. Er unterschrieb einen Fünfjahresvertrag und trug die Nummer 32 bei den Citizens. In seiner ersten Saison 2009/10 absolvierte Tévez in der Premier League 35 Partien und schoss dabei 23 Tore. Dazu kamen sechs Einsätze im Carling Cup, in dem er nach sechs Treffern Torschützenkönig wurde, und ein Einsatz im FA Cup ohne Torerfolg. Die Saison 2010/11, Tévez’ zweite Saison bei Manchester City, begann er als Kapitän seiner Mannschaft.
Im Dezember 2010 bat Tévez seinen Verein schriftlich darum, aus familiären Gründen den Klub verlassen und ins spanischsprachige Ausland wechseln zu dürfen. Manchester City lehnte dieses Gesuch ab. Anschließend drohte Tévez mit einem vorzeitigen Karriereende. Am 20. Dezember 2010 einigten sich beide Seiten auf eine Weiterarbeit. Am Ende der Saison 2010/11 gewann Tévez mit seinem Verein den FA Cup. Darüber hinaus sicherte er sich in der Premier League mit 21 Toren den Titel des Torschützenkönigs.
Nachdem Tévez mehrfach im Sommer 2011 verlauten ließ, den Verein wechseln zu wollen, setzte Trainer Roberto Mancini ihn als Mannschaftskapitän ab und reichte die Binde an Vincent Kompany weiter. Am 27. September 2011 verweigerte Tévez im Rahmen eines Champions-League-Spiels gegen den FC Bayern München augenscheinlich seine Einwechslung. Daraufhin wurde er von seinem Verein für zwei Wochen suspendiert. Ferner weigerte sich der Trainer von Manchester City, Roberto Mancini, ihn in kommenden Spielen zu berücksichtigen. Diese Aussage relativierte er später, als er Tévez anbot, in die Mannschaft zurückzukehren, sofern er sich entschuldige. Eine solche Entschuldigung schien jedoch nicht erfolgt zu sein, da Tévez in den folgenden Monaten kein Spiel mehr für Manchester City bestritt und Roberto Mancini im Januar verlauten ließ, dass seine Rückkehr ins Team ausgeschlossen sei. Durch die gesamte Affäre soll sein Marktwert von 40 Millionen auf 23 Millionen Euro gesunken sein. Das hatte zur Folge, dass Versuche, Tévez im Januartransferfenster bei anderen Vereinen unterzubringen, scheiterten, obwohl sowohl der französische Erstligist Paris St. Germain FC als auch die italienischen Topclubs AC Mailand und Inter Mailand an ihm Interesse zeigten, offenbar jedoch nicht bereit waren, die geforderten 30 Millionen Euro Ablösesumme zu zahlen. Manchester City soll daraufhin für den gefallenen Marktwert eine Entschädigung von Tévez gefordert haben. Überdies standen noch weitere Gehaltsstrafen in Millionenhöhe im Raum, wogegen Tévez jedoch Einspruch einlegte. Nach einer weiteren Aussöhnung mit Trainer Roberto Mancini kehrte Tévez im Februar 2012 schließlich in den Kader zurück und bestritt im März erstmals wieder ein Spiel in der Premier League.

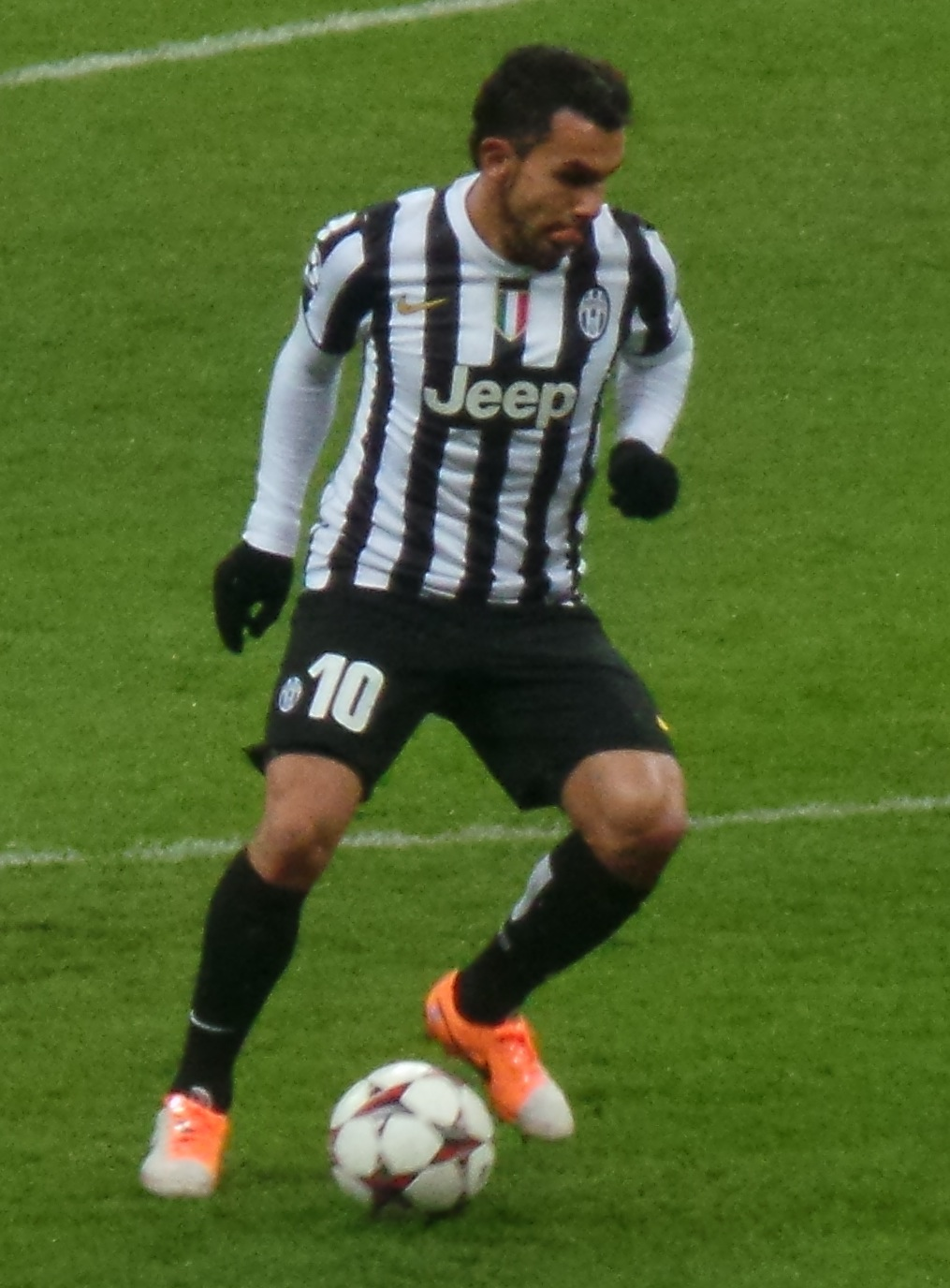
Tévez im Trikot von Juventus Turin (2013)

#### Juventus Turin
Zur Saison 2013/14 wechselte Tévez zu Juventus Turin. Er unterschrieb einen Dreijahresvertrag bis Juni 2016 und erhielt die Rückennummer 10 von Alessandro Del Piero. Sein erstes Tor für Juventus schoss Tévez in seinem Pflichtspieldebüt im italienischen Supercupfinale gegen Lazio Rom. Wenige Tage später erzielte er beim 1:0-Sieg am ersten Spieltag der Serie A gegen Sampdoria Genua seinen ersten Ligatreffer für Juve. Mit seinem dritten Pflichtspieltreffer im dritten Spiel beim 4:1-Heimsieg gegen Lazio wurde Tévez nach Roberto Baggio der zweite Spieler der Vereinsgeschichte, der in seinen ersten drei Spielen für den Verein jeweils ein Tor erzielte. Am 25. April 2014 markierte er im Halbfinalhinspiel der Europa League gegen Benfica Lissabon seinen ersten Treffer auf europäischer Ebene seit fünf Jahren.

#### Zwischen Buenos Aires und Shanghai
Zur Saison 2015/16 kehrte Tévez vorzeitig zu seinem Stammverein Boca Juniors zurück.
Zur Saison 2017 wechselte Tévez in die Chinese Super League zu Shanghai Shenhua. Laut Medienberichten soll Tévez bei einer Vertragslaufzeit von zwei Jahren ein Jahresgehalt von umgerechnet rund 40 Millionen Euro verdient haben und zum zu jener Zeit bestbezahlten Fußballer aufgestiegen sein. In Shanghai kam Tévez allerdings nur auf 16 Ligaeinsätze, in denen er vier Tore erzielte.
Anfang Januar 2018 löste Tévez seinen noch für die im Frühjahr beginnende CSL-Saison 2018 gültigen Vertrag mit Shanghai Shenhua auf und kehrte erneut zu den Boca Juniors zurück. Sein Vertrag lief bis Juni 2021 mit Option auf weitere sechs Monate.

### In der Nationalmannschaft
Tévez gab sein Debüt für die argentinische Nationalmannschaft am 30. März 2004 im WM-Qualifikationsspiel gegen Ecuador, als er in der 83. Spielminute für Javier Saviola eingewechselt wurde. Er nahm sowohl an der Copa América 2004 als auch an den Olympischen Spielen 2004 in Athen teil. Bei letzterem Turnier gewann das argentinische Team verlustpunktfrei und ohne Gegentore die Goldmedaille. Tévez wurde hier mit acht Toren in sechs Spielen Torschützenkönig. Unter anderem erzielte er das entscheidende 1:0 im Finale gegen Paraguay.
Tévez wurde von Trainer José Pekerman für das Turnier um den Konföderationen-Pokal 2005 nominiert und im Spiel gegen Deutschland von Anfang an eingesetzt. Im Finale, das die argentinische Nationalmannschaft gegen Brasilien mit 1:4 verlor, wurde er in der 72. Minute für Luciano Figueroa eingewechselt.
Während der Fußball-Weltmeisterschaft 2006 war er Ersatzstürmer hinter Javier Saviola und Hernán Crespo. Tévez kam auf vier Einsätze, traf beim 6:0 gegen Serbien-Montenegro einmal und wurde im Vorrundenspiel gegen die Niederlande zum „Man of the Match“ gewählt.
Im Sommer 2007 nahm Tévez mit Argentinien an der Copa América teil und belegte den zweiten Platz. Tévez kam während des Turniers in allen sechs Spielen zum Einsatz und erzielte einen Treffer. Bei der Weltmeisterschaft 2010 in Südafrika absolvierte Tévez vier Spiele und erzielte zwei Treffer. Nach der Copa América 2011, bei der er drei Mal zum Einsatz kam, wurde er unter Trainer Alejandro Sabella nicht mehr berücksichtigt, worüber er sich aufgrund seiner starken Trefferzahl bei Juventus wiederholt öffentlich beklagte. Trotz 19 Treffern in der Serie A wurde der Stürmer auch für die Weltmeisterschaft in Brasilien nicht berücksichtigt. Im November 2014 feierte er sein Comeback und war als Einwechselspieler mit vier Einsätzen auch bei der Copa América 2015 vertreten. Sein letztes Länderspiel bestritt er am 14. Oktober 2015 beim 0:0 gegen Paraguay.

## Erfolge
Als Nationalspieler
- Goldmedaille beim olympischen Fußballturnier: 2004
- Copa América: 2. Platz 2004, 2007, 2015
- Confed-Cup: 2. Platz 2005
- Südamerikanischer Jugendmeister: 2003

Mit seinen Vereinen
- Champions-League-Sieger: 2007/08
- Copa-Libertadores-Sieger: 2003
- Copa Sudamericana: 2004
- Argentinischer Meister (3): 2003 A, 2015, 2020
- Brasilianischer Meister (1): 2005
- Italienischer Meister (2): 2013/14, 2014/15
- Englischer Meister (3): 2007/08, 2008/09, 2011/12
- Argentinischer Pokal: 2015
- Chinesischer Pokal: 2017
- Englischer Pokal: 2010/11
- Italienischer Pokal: 2014/15
- FA-Community-Shield-Sieger: 2012
- League-Cup-Sieger: 2008/09
- Italienischer Supercupsieger: 2013
- FIFA-Klub-Weltmeister: 2008
- Weltpokalsieger: 2003

## Auszeichnungen
- Südamerikas Fußballer des Jahres (3): 2003, 2004, 2005
- Argentiniens Fußballer des Jahres (2): 2003, 2004
- Argentiniens Sportler des Jahres: 2004
- Italiens Fußballer des Jahres: 2015
- Team des Jahres der Serie A: 2014, 2015
- Brasiliens Fußballer des Jahres (2):
  - Bola de Ouro: 2005
  - Prêmio Craque do Brasileirão: 2005
- Premier League Spieler des Monats: Dezember 2009
- PFA Team of the Year: 2011
- Torschützenkönig der Olympischen Sommerspiele: 2004
- Torschützenkönig des League Cup: 2010[25]
- Torschützenkönig der Premier League: 2011

## Privatleben
Tévez ist verheiratet und hat zwei Töchter und einen Sohn. Mit seinem Bruder hat er die Cumbia-Band Piola Vago gegründet.
Im Herbst 2011 stellte Carlos Tévez sein eigenes Modelabel „TEVEZ 32“ in Buenos Aires vor.